# Rhyzopertha dominica
Rhyzopertha dominica là một loài bọ cánh cứng trong họ Bostrichidae. Loài này được Fabricius miêu tả khoa học năm 1792.. Chúng phân bố trên toàn cầu, có mặt ở khắp các lục địa trừ châu Nam Cực.

## Hình ảnh

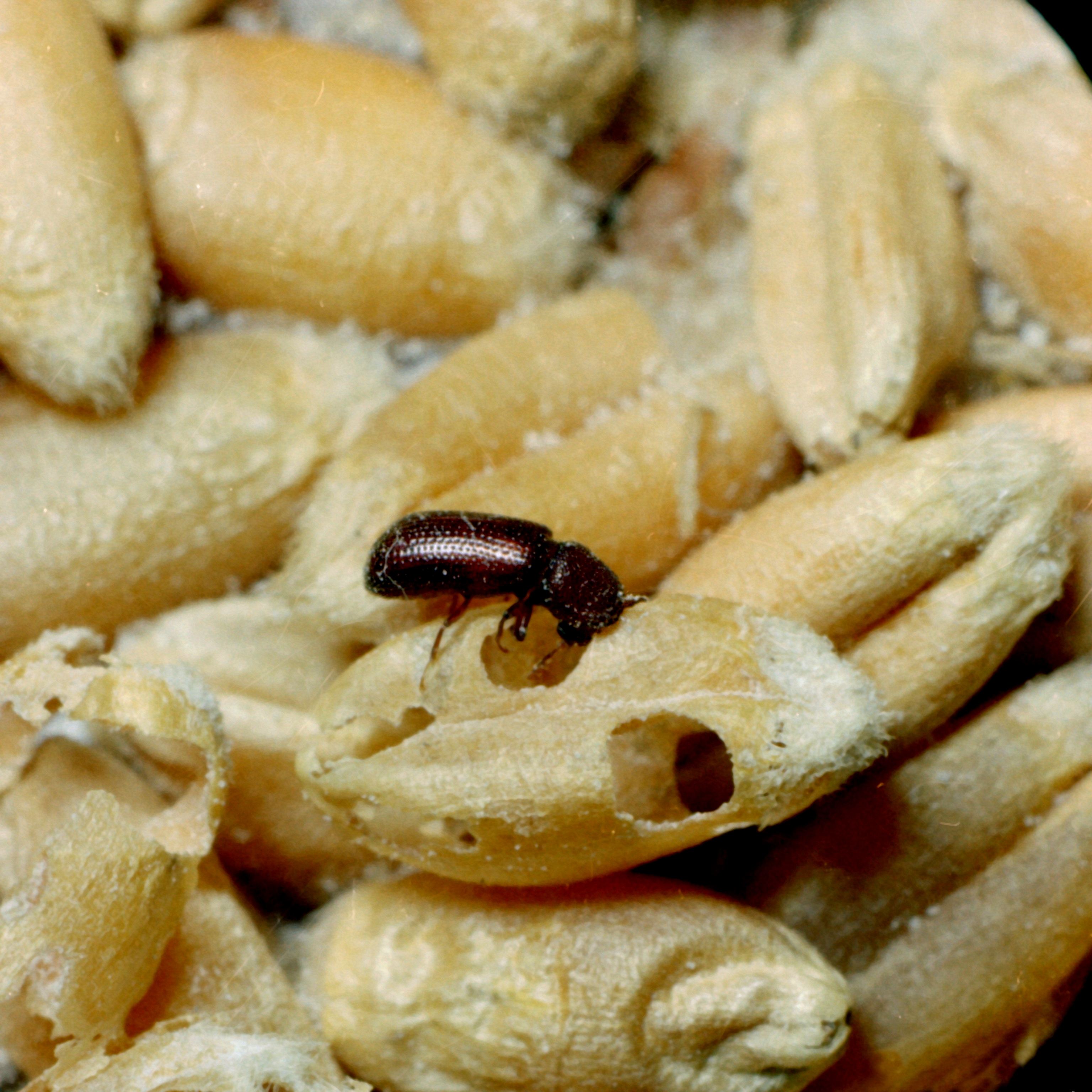
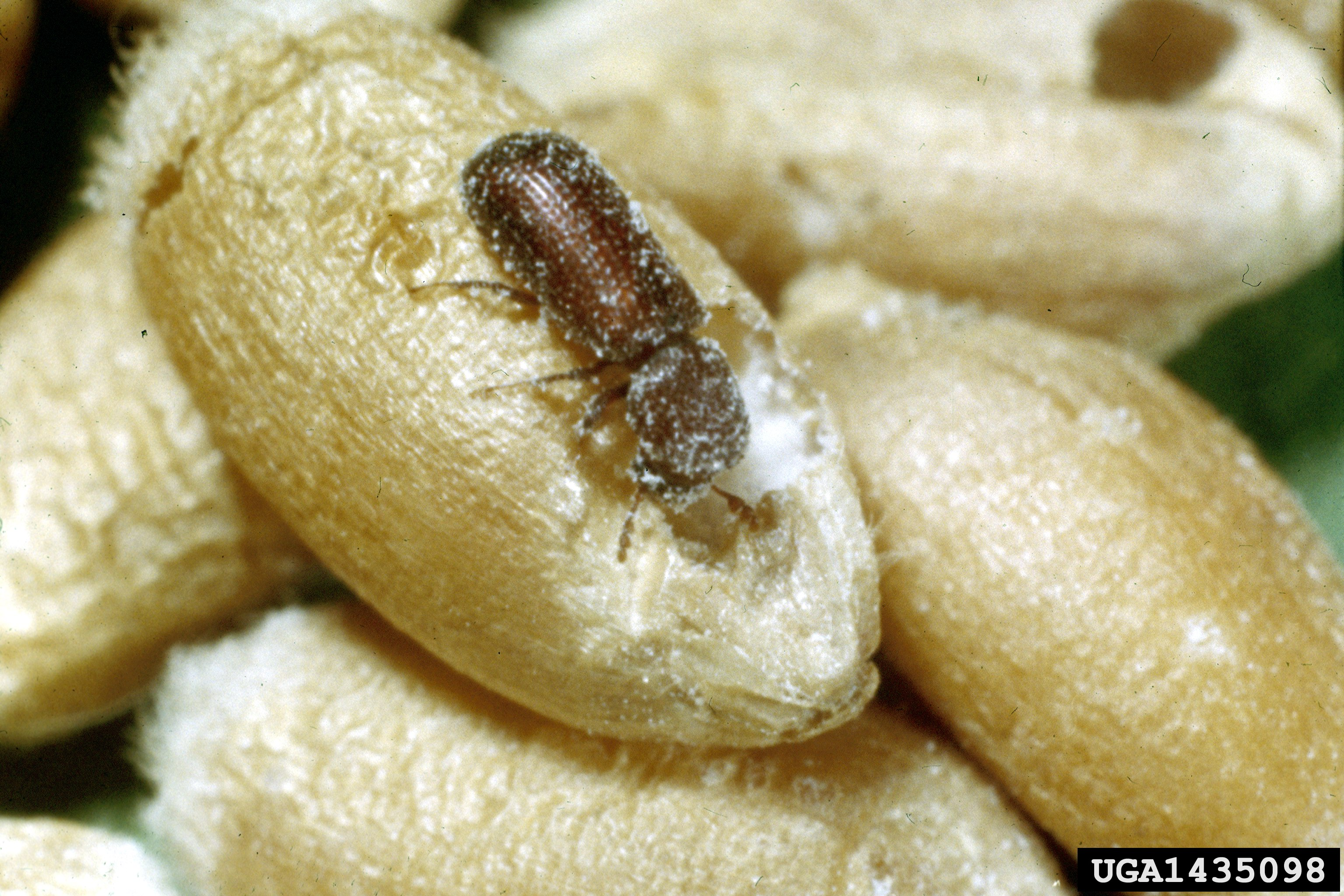
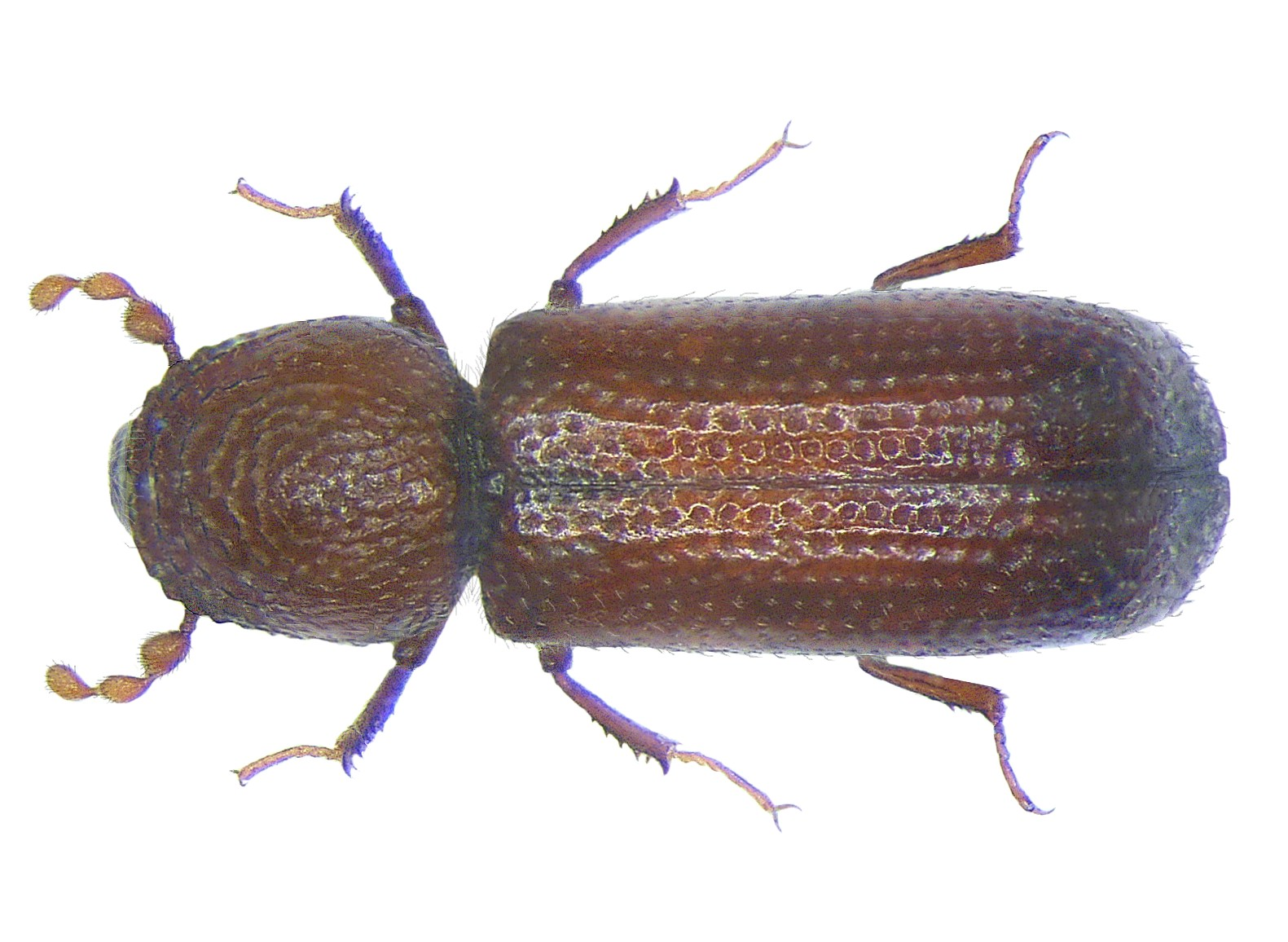